# پارانوید اندروید
«پارانوید اندروید» (به انگلیسی: Paranoid Android) ترانه‌ای از گروه راک انگلیسی ردیوهد و از آلبوم اوکی کامپیوتر است که در سال ۱۹۹۷ منتشر شد. متن سیاه و تمسخرآمیز آهنگ توسط تام یورک و بعد از یک تجربه ناخوشایند در یکی از بارهای لس آنجلس نوشته‌شد. این ترانه بیش از شش دقیقه به طول می‌انجامد و حاوی چهار قسمت مجزا است و از این لحاظ «پارانوید اندروید» یکی از طولانی‌ترین قطعه‌هایی است که ردیوهد ساخته است. در نوشتن «پارانوید اندروید» گروه از آهنگ‌های «خوشحالی اسلحه گرم است» اثر بیتلز و «راپسودی بوهمی» از کوئین تأثیر گرفته است. نام ترانه تلخیصی از شخصیت تخیلی ماروینِ پارانوید اندروید در یکی از کتاب‌های داگلاس آدامز به نام راهنمای مسافران مجانی کهکشان است.
هنگام انتشار این ترانه به عنوان تک‌آهنگ اصلی آلبوم اوکی کامپیوتر، «پارانوید اندروید» در جدول موسیقی بریتانیا به رتبه سوم رسید و مورد تمجید بسیاری از منتقدین قرار گرفت. این ترانه بارها در لیست‌های آهنگ‌های برتر قرار گرفته است که از جمله آن‌ها فهرست پانصد آهنگ برتر رولینگ استون است. همچنین پارانوید اندروید در لیست "صد آهنگ برتر تمامی دوران از دید راک پلنت در رتبه ۳۴ قرار گرفته است. از زمان انتشار آهنگ، «پارانوید اندروید» بارها توسط هنرمندان مختلف بازخوانی شده است.

## پیش‌زمینه و ضبط
در نوشتن «پارانوید اندروید» ردیوهد قسمت‌هایی از سه آهنگ متفاوت را به یکدیگر وصل کرد که هر بخش توسط یکی از اعضای گروه نوشته شده‌بود. ایده سرهم کردن سه آهنگ متفاوت در یک قطعه، برگرفته از آهنگ «خوشحالی اسلحه گرم است» از بیتلز گرفته شده‌بود. کالین گرینوود می‌گوید که گروه در تلاش بوده تا قسمت‌های غیر متجانس را در کنار یکدیگر طوری قرار دهد که به یکدیگر بیایند، «مانند این بود که بچه‌دبستانی‌های بازیگوشی این کارِ… شرورانه را انجام می‌دادند. چون هیچ‌کس یک آهنگ شش و نیم دقیقه‌ای را آنقدر تغییر نمی‌دهد. این مسخره است.» آهنگ در ابتدا قرار بود قطعه‌ای طنزآمیز باشد که نامش را از شخصیت تخیلی «ماروینِ پارانوید اندروید» در یکی از کتاب‌های داستانی و دنباله‍دار داگلاس آدامز به نام «راهنمای سفر مجانی در کهکشان» گرفته است. یورک می‌گوید: «نام آهنگ به عنوان یک جوک انتخاب شد. مانند این بود که بگویی:اوه، من خیلی دپرسم» و من فکر کردم که این واقعاً یک ایده عالی است. این همان چیزی است که مردم از من می‌خواهند باشم و این انتهای نوشتن هرچیز شخصی دربارهٔ خودم در آهنگ بود. بقیه آهنگ دیگر شخصی نیست». در یک مصاحبه دیگر کالین گرینوود آهنگ را «فقط یک جوک، یک خنده که در اثر نشست‌های الکی در چند بعد از ظهر و قرار دادن قطعه‌های مختلف کنار یکدیگر خلق شده» توصیف می‌کند.

## لیست آهنگ‌ها

### سی‌دی یک
- Paranoid Android
- Polyethylene (Parts 1 & 2)
- Pearly

### سی‌دی دو
- Paranoid Android
- A Reminder
- Melatonin

## جدول‌ها
| جدول (۱۹۹۷)             | رتبه |
| ----------------------- | ---- |
| تک‌آهنگ‌های بریتانیا      | ۳    |
| تک‌آهنگ‌های سوئد          | ۵۳   |
| تک‌آهنگ‌های بریتانیا هلند | ۶۱   |
| تک‌آهنگ‌های استرالیا      | ۲۹   |